# 貞頼親王
貞頼親王（さだよりしんのう、貞観18年（876年） - 延喜22年2月8日（922年3月9日））は、平安時代前期から中期にかけての皇族。清和天皇の第十皇子。品位は四品。

## 経歴
貞観18年（876年）に生まれるが、同年に同い年の兄・貞真とともに親王となる。
醍醐朝の延喜4年（904年）延暦寺西塔院に四天王像を納め、延喜12年（912年）には近江国蒲生郡の津田荘を同寺に寄進している。時期は不明ながら四品に叙せられている。
延喜22年（922年）2月8日薨去。享年47。

## 官歴
- 貞観18年（876年）11月25日：親王宣下[2]
- 時期不詳：四品
- 延喜22年（922年）2月8日：薨去（四品）[3]

## 系譜
『尊卑分脈』による。
- 父：清和天皇
- 母：藤原直宗の娘